# Pont Henri
Pont Henri är en by i Carmarthenshire i Wales. Byn är belägen 77,9 km 
från Cardiff. Orten har 916 invånare (2016).